# Pietralba
Pietralba település Franciaországban, Haute-Corse megyében. Lakosainak száma 503 fő (2022. január 1.). Pietralba Lama, Canavaggia, Castifao, Lento, Novella, Piève és Sorio községekkel határos.

## Népesség
A település népességének változása:
| Lakosok száma | 384  | 340  | 244  | 404  | 448  | 467  | 504  | 502  | 496  | 503  |
|               | 1968 | 1982 | 1990 | 2006 | 2013 | 2015 | 2017 | 2019 | 2020 | 2022 |